# Sihuidong
Sihuidong (in cinese: 四惠东站S, Sìhuìdōng zhànP), indicata sulla segnaletica ufficiale anche con la dicitura inglese Sihui Dong (E), in italiano Sihui Est, è una stazione della linea 1 della metropolitana di Pechino.
In passato, la stazione di Sihuidong era una stazione di passaggio della linea Batong e consentiva ai passeggeri di cambiare banchina e di effettuare l'interscambio con la linea 1. Dal 29 agosto 2021, con l’inizio dell’esercizio congiunto tra la linea 1 e la linea Batong, la stazione ha smesso di essere un punto di interscambio tra le due linee, diventando una normale fermata lungo un’unica linea continua. La stazione Sihuidong è l'ultima della linea 1 in quanto dalla fermata successiva, Gaobeidian, inizia il tragitto di competenza della linea Batong.

## Storia
Nel 1965, il Comitato Centrale del Partito Comunista Cinese approvò il Rapporto sulla costruzione della metropolitana di Pechino, che definiva chiaramente il piano per realizzare le prime stazioni della metropolitana.
Il 15 gennaio 1971 aprì al pubblico la prima fase della metropolitana di Pechino, nella tratta tra la stazione di Gongzhufen e la stazione ferroviaria di Pechino centrale (oggi parte della linea 2). Tuttavia, in questa fase, la stazione di Sihuidong non era ancora nei piani.
In seguito, il 20 ottobre 1986, la stazione di Sihuidong fu inclusa nella pianificazione della futura linea Fuba (oggi parte linea 1), costituendone il capolinea orientale. Solamente il 26 gennaio 1991, la Commissione nazionale per la pianificazione approvò il rapporto di fattibilità per la costruzione della nuova linea Fuba, confermando anche la stazione di Sihuidong.
Il 28 settembre 1999 viene inaugurata la linea Fuba, aprendo al pubblico tutte le stazioni facenti parte del tragitto, inclusa la stazione di Sihuidong.
In seguito, Il 28 giugno del 2000, la linea Fuba è stata unificata e assorbita completamente dalla linea 1.

### Linea Batong
Il tracciato della linea Batong è stato definito nei primi anni '90 come parte della proposta di progettazione della metropolitana di Pechino a servizio del distretto di Chaoyang. I lavori di costruzione sono stati avviati il 28 dicembre 2001 e la linea è stata inaugurata due anni dopo, il 27 dicembre 2003, aprendo al pubblico le 13 stazioni nella tratta Sihui − Tuqiao.
Nel 2010 si iniziò a ipotizzare una operatività congiunta tra la linea 1 e la linea Batong, che avrebbe ridotto i tempi di viaggio e evitato lo scambio alla stazione di Sihuidong. Si notò, però, che da un punto di vista ingegneristico l'operazione sarebbe stata estremamente difficoltosa in quanto le due linee utilizzavano una segnaletica differente. Gli studi di fattibilità vennero avviati nel 2016 e il 12 giugno 2020 la Commissione di riforma e sviluppo di Pechino approvò il progetto di interservizio tra la linea 1 e la linea Batong.
In seguito, il 29 agosto 2021, venne avviata l’operatività congiunta tra la linea 1 e la linea Batong, e Sihuidong divenne una stazione intermedia lungo il nuovo tracciato unificato, perdendo la funzione di stazione di interscambio.

## Nome
Durante la fase di pianificazione della linea Fuba, la stazione era inizialmente chiamata Bawangfendong (八王坟东S, bāwángféndōngP), in quanto sarebbe stata costruita a est (in cinese: 东S, dōngP) rispetto alla stazione di Bawangfen, che da progetto indicava l'attuale stazione di Sihui. Successivamente, il nome Bawangfen venne utilizzato temporaneamente per la stazione Dawanglu. Al momento della definizione della denominazione ufficiale delle stazioni della linea Fuba, l'originaria stazione di Bawangfen venne rinominata in Sihui, in quanto nome che unisce il carattere 四 (sì, “quattro”), in riferimento al quarto anello autostradale che si erge nelle sue vicinanze, e 惠 (huì), dal vicino fiume Tonghui. Di conseguenza, per continuità con la denominazione selezionata, la stazione venne rinominata Sihuidong.

## Posizione
La stazione di Sihuidong si trova nel distretto di Chaoyang, all’esterno del quarto anello est, sul lato nord dell'autostrada Pechino-Tongzhou.

## Struttura e impianti

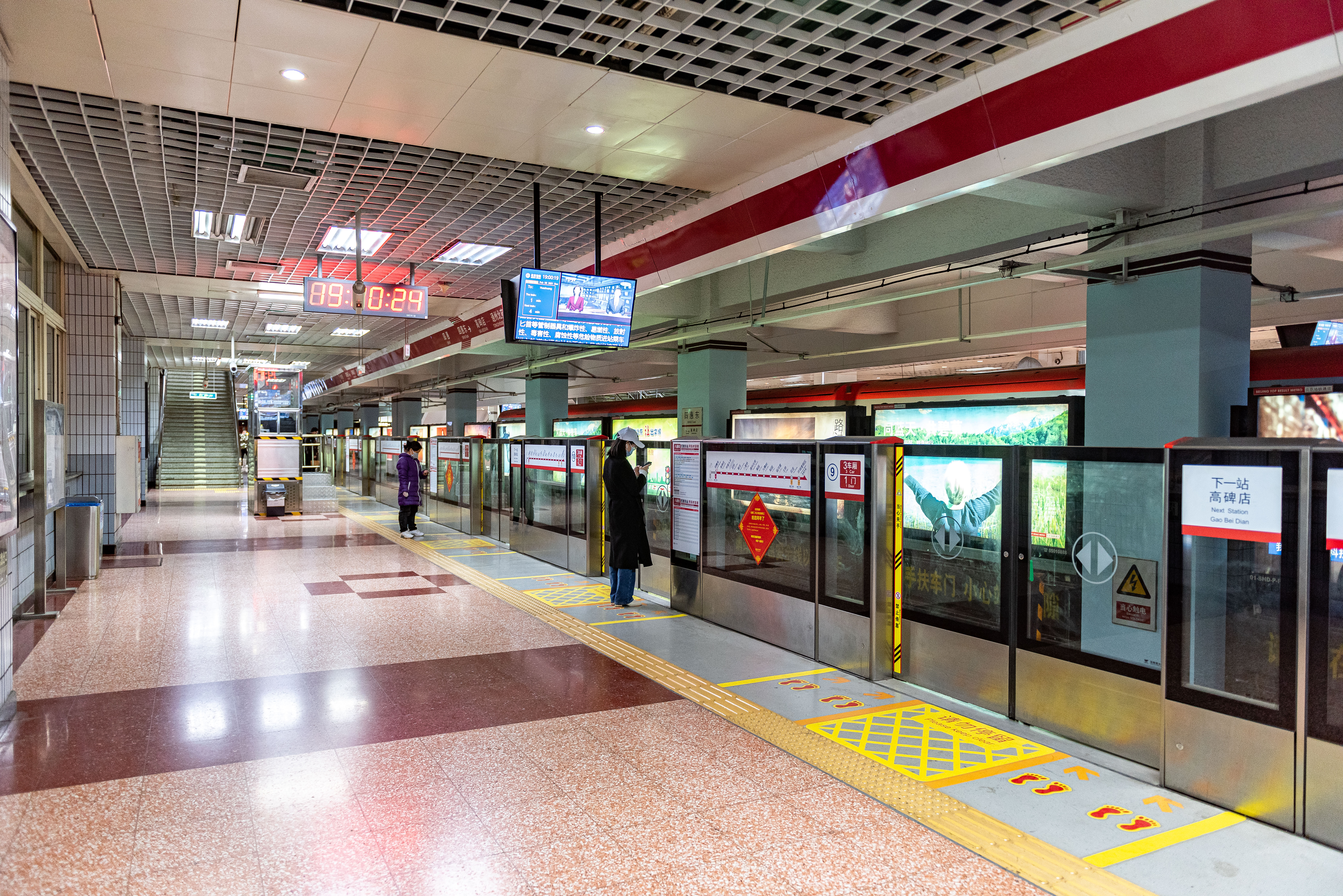
Banchina della stazione.

La stazione, costruita in superficie, è strutturata in due piani. Il primo livello ospita i binari e le banchine, mentre il secondo è dedicato all’atrio e ai servizi. Le banchine sono organizzate secondo una struttura laterale.  All’estremità est della banchina della linea 1 si trova un incrocio di scambi, attualmente utilizzato per l’inversione di marcia dei treni delle linee 1 e Batong che entrano o escono dal deposito. Anche l’estremità orientale della banchina della linea Batong è dotata di un incrocio analogo. Sul lato ovest, tra i binari delle due linee, sono stati installati quattro gruppi di scambi, rendendo possibile l’esercizio su linea continua. Dal 29 agosto 2021, in seguito all’integrazione operativa tra la linea 1 e la linea Batong, la banchina nord della linea 1 è stata chiusa al servizio passeggeri, e tutti i treni fermano nell’area precedentemente dedicata alla linea Batong.
La stazione presenta due accessi, indicati con le lettere A e B.

## Servizi
La stazione dispone di:
- Accessibilità per portatori di handicap (solo ingresso A)
- Emettitrice automatica biglietti
- Scale mobili
- Servizi igienici
- Sportello automatico
- Stazione video sorvegliata
- Ufficio polizia

### Orari
Il primo treno lascia la stazione di Sihuidong in direzione Universal Resort tutti i giorni alle 5:40, mentre l'ultimo che effettua tutta la tratta parte alle 23:42. In direzione opposta, verso Gucheng, il primo treno effettua servizio alle 5:04 mentre l'ultimo alle 23:29.

## Interscambi
- Fermata autobus